# Izdieszkowo
Izdieszkowo – rosyjska wieś (ros. село, trb. sieło), położona w rejonie safonowskim (obwód smoleński), ok. 128 km od Smoleńska, 1,8 tys. mieszkańców (2010). 
W latach 1938–2011 posiadało status osiedla typu miejskiego.
Znajduje się tu stacja kolejowa Izdieszkowo, położona na linii Moskwa - Mińsk - Brześć.